# Otto la Cour
Otto August la Cour (12. februar 1796 på Gammel Skivehus – 8. august 1860 på Katrinebjerg) var en dansk godsejer (i samtiden kaldet proprietær) og politiker. Han var bror til officeren Niels la Cour og far til maleren Janus la Cour og officeren Peter la Cour.
Han var søn af kancelliråd, kaptajn og postmester i Randers Niels la Cour (1754-1827) og Georgia Nicoline Mørch og kom efter sin moders død i 1804 til justitsråd Schénau i Lemvig, på hvis kontor han senere blev sat. I 1812 købte han Svendsholm i Staby Sogn, der hørte under Pallesbjerg og sammen med denne ejedes af hans tilkommende svigerfader, købmand Christen Strandbygaard. Men i 1822 afstod han den (for 3200 rigsdaler) til sin svoger N.A. Strandbygaard. I en tid var han forpagter af Østergård, en afbyggergård under Rydhave, men købte i 1824 Øgelstrup ved Nørre Vosborg og boede der i 3 år, til 1827, da han solgte den til svogeren Lars Jepsen. La Cour var dernæst i en længere årrække, 1829-1840, proprietær (godsejer) til hovedgården Timgård, Tim Sogn, også Ringkøbing Amt.
1836-1838 var la Cour stænderdeputeret i Viborg. Han fremsatte sammen med proprietær Hans Jørgen Ring Fønss i 1836 andragende om forandring i de gældende bestemmelser for kreaturers optagelse for på den måde at fremme markfreden. Der blev nedsat en komité, men hans forslag blev ikke vedtaget. Samme år (15. maj 1836) gjorde la Cour sig til talsmand for statens ansvarlighed for sine embedsmænd, idet hans forslag gik ud på, at staten skulle påtage sig at erstatte vedkommende de tab, som forårsages ved skifteforvalteres og overformynderes uredelighed. Forsamlingen anså det "under visse modifikationer tilrådeligt", og med 33 Ja mod 16 Nej vedtog man, at en petition desangående skulle indgives. Under samlingen 1838 tog han især ordet til gunst for den jyske race, som "Jyllands hele vesterland . . . så gerne vil beholde . . . så ublandet som muligt; . . . der er ingen hel – eller halvblodshingste i Thisted, Ringkøbing eller Ribe Amter, og man ønsker ej heller nogen" (Stændertidende, 1838 1. række, sp. 1083). I den i sin tid så omtalte stændervise får Otto la Cour også sit vers, der lyder:
Og vil du have en model
på studepranger-Jyskhed,
la Cour en sådan er så vel,
som Josef var på kyskhed.
Verset skyldes, som de fleste andre af versene i stændervisen, herredsfoged J.P. With, der i sine noter dertil karakteriserer Otto la Cour med de ord: "Havde kun sands for vesteregnen og husbønder. Han ivrede meget imod bønderkarlenes emancipation." (Samlinger til jysk Historie og Topografi, 3 række, 6 bind, 8.154).
Fra 1839 ejede han Stensmark på Norddjurs, Hammelev Sogn, men afstod den atter 1845 til sin svigersøn Niels Peter la Cour. 1844-1851 ejede han Saralyst ved Aarhus, Holme Sogn. I folketællingen 1845 står han som ejer af Saralyst og Stensmark gård og gods og ejede 1851-1857 Aabjerg ved Ringkøbing. Han var også tiendekommissær for Aarhus Amt 1850-53. Han døde 1860 på Katrinebjerg ved Aarhus, som han havde bygget 1857.
Han blev gift 3. februar 1816 på Rammegård med Ane Cathrine Strandbygaard (1796-1879), datter af købmand Christen Strandbygaard og Christiane Dorthea Rindom. Hun vedblev i fjorten år efter sin mands død at bo på Katrinebjerg, men solgte den 1874 og flyttede til Aarhus.